# Broom park
La ’Broom park est une variété de poire.

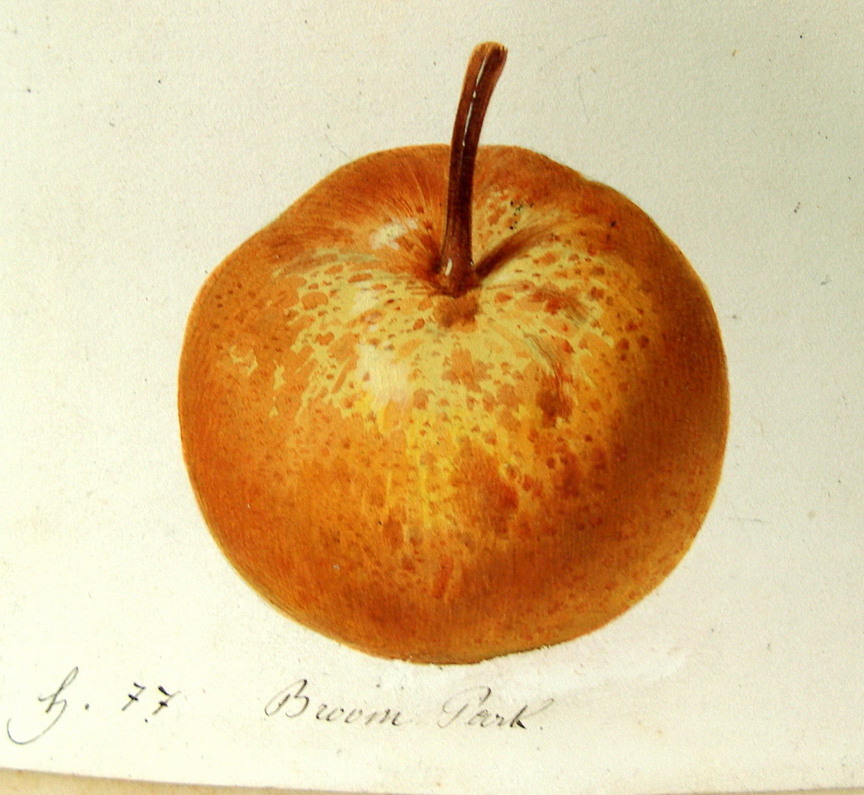
Broom Park, poire.

## Synonymes
- Brom-Park
- Groom-Park
- Brum-Park[2].

## Origine
Elle est obtenue et décrite vers 1835, par Thomas Andrew Knight, arboriculteur, président de la société d'horticulture de Londres.

## Arbre
Bois fort aux rameaux peu nombreux mais d'une fertilité extrême,.

## Fruit
Chair presque fondante, demi-fine, juteuse, très sucrée, vineuse et bien parfumée.
Maturité de fin-décembre à février.